# Велика Чуйська печера
Велика Чуйська печера (рос. Большая Чуйская) — печера на Алтаї, Республіка Алтай, Росія.  Загальна протяжність — 560 м. Глибина печери — N/A м, амплітуда висот — 14 м; загальна площа — N/A м²; об'єм — N/A м³.  Печера відноситься до Центрально-Алтайської області Алтайської провінції Алтай-Саянської спелеологічної країни. Кадастровий номер 5021/8702-1Z.